# Dia Mundial de la Salut
El Dia mundial de la salut, té lloc, des de 1950, cada 7 d'abril sota l'esponsorització de l'OMS. per sensibilitzar a la població de la importància d'aconseguir i mantenir un benestar físic, mental i social.
Constitueixen una crida a l'atenció de la gent en un tema de gran importància mundial sobre la salut. Anualment s'organitza una assemblea a Ginebra (Suïssa) i tracta temes de gran interès mundial, cada any s'escull un tema de salut específic amb la finalitat de destacar una àrea prioritària de l'OMS.
Va ser escollit aquest dia, perquè commemora la creació de l'OMS (Organització Mundial de la Salut) el 1948.

## Temes del dia mundial de la salut
- 2020: Professions d'infermeria i de llevadora.[4]
- 2019: Cobertura sanitària universal per a tothom, arreu
- 2018: Cobertura sanitària universal per a tothom, arreu
- 2017: La salut mental al lloc de feina
- 2016: Guanyem la diabetis
- 2015: Innocuïtat dels aliments
- 2014: Petites picades: grans amenaces
- 2013: Control de la pressió arterial
- 2012: La bona salut afegeix vida als anys
- 2011: Resistència als antimicrobians
- 2010: Ser part d'un moviment global per a fer les ciutats més saludables
- 2009: Salvar vides, fer els hospitals segurs en cas d'emergències
- 2008: Protegir la salut envers el canvi climàtic
- 2007: Seguretat sanitària internacional
- 2006: Col·laborem per la salut
- 2005: Cada mare i cada fill valdran!
- 2004: Seguretat viària
- 2003: Formar el futur dels infants: Ambients saludables pels infants
- 2002: Moure's per la salut
- 2001: Salut mental: aturar l'exclusió.
- 2000: Sang segura, comença amb mi
- 1999: Activitat en la vellesa
- 1998: Maternitat segura
- 1997: Malalties infeccioses emergents
- 1996: Ciutats saludables
- 1995: Erradicació global de la poliomielitis